# Jan Łańcucki
Jan Antoni Łańcucki (ur. 5 lipca 1923 w Lesku, zm. 29 sierpnia 2003) – polski lekarz, profesor doktor habilitowany nauk medycznych, pułkownik Wojska Polskiego, Naczelny Dermatolog Wojska Polskiego (1966-1990).

## Życiorys
Absolwent Akademii Medycznej w Warszawie (1951), doktor 1961, doktor habilitowany 1965, profesor nadzwyczajny 1975, profesor zwyczajny 1985.
Sierżant w służbie ochotniczej LWP (1945-1947), pełniący obowiązki lekarza w Państwowym Przedsiębiorstwie Budowlanym Beton-Stal (1947-1951), asystent, starszy asystent i adiunkt w Klinice Dermatologicznej Akademii Medycznej w Warszawie (1951-1964), asystent, starszy asystent i adiunkt w Centralnej Przychodni Lekarskiej WP (1953-1965). Od 1964 adiunkt, a w latach 1966-1967 ordynator Oddziału Dermatologicznego 2 Centralnego Szpitala Klinicznego WAM w Warszawie. Od 1967 pracownik naukowy Centrum Kształcenia Podyplomowego Wojskowej Akademii Medycznej w Warszawie, kierownik Kliniki Dermatologicznej Centrum Kształcenia Podyplomowego Centralnego Szpitala Klinicznego WAM (1967-1990), profesor (od 1975).
Odbył staż naukowy w Centralnym Instytucie Naukowo-Badawczym Chorób Skóry i Chorób Wenerycznych w Moskwie (1961). Naczelny Dermatolog WP (1966-1990), członek Rady Konsultantów Lekarza Wojskowego (od 1965), współpracownik miesięcznika Zdrowie (od 1961), członek Komitetu Redakcyjnego Przeglądu Dermatologicznego (od 1965), członek Komisji Leków Roślinnych Polskiej Akademii Nauk, członek Rady Naukowej Centralnego Szpitala Klinicznego WAM, członek Rady Naukowej Instytutu Roślin i Przetworów Zielarskich, przedstawiciel MON w Centralnej Komisji Zwalczania Chorób Wenerycznych przy Ministrze Zdrowia i Opieki Społecznej (od 1969), członek Centralnej Komisji Wychowania Zdrowotnego WP, członek Rady MON do spraw Medycyny i Farmakologii Wojskowej.
Członek Polskiego Towarzystwa Dermatologicznego (przewodniczący Oddziału Warszawskiego 1968-1973, członek Zarządu Głównego od 1965), Polskiego Czerwonego Krzyża (od 1961, członek Zarządu Głównego), współorganizator i członek Akademickiego Związku Walki Młodych Życie (1945-1948), członek Związku Młodzieży Polskiej (1948-1951), członek PZPR (1953-1990), członek ZBoWiD.
16 lutego 1990 zakończył zawodową służbę wojskową i przeszedł na emeryturę.

## Nagrody i odznaczenia
- Nagroda resortowa II stopnia (1976, zespołowa)
- Nagroda w konkursie o tytuł Najlepszego Mistrza i Nauczyciela – Wychowawcy Młodzieży (1980)
- Srebrne Pióro Żołnierza Wolności za publicystykę z zakresu higieny, oświaty zdrowotnej i zdrowia psychicznego (1977)[1]
- Krzyż Oficerski Orderu Odrodzenia Polski
- Krzyż Kawalerski Orderu Odrodzenia Polski
- Medal 40-lecia Polski Ludowej
- Medal „Za udział w walkach o Berlin”
- Medal Komisji Edukacji Narodowej
- Odznaka Honorowa Polskiego Czerwonego Krzyża I stopnia
- Odznaka Honorowa Polskiego Czerwonego Krzyża II stopnia
- Złota odznaka honorowa „Za Zasługi dla Warszawy”
- Tytuł i odznaka Zasłużony Racjonalizator Wojskowy
- inne odznaczenia i wyróżnienia

## Publikacje
Autor ponad 300 prac naukowych z zakresu chorób skóry, profilaktyki zapaleń skóry stóp, profilaktyki i leczenia ropnych chorób skóry, ziołolecznictwa w dermatologii, opublikowanych głównie w krajowych i zagranicznych czasopismach specjalistycznych i popularnonaukowych, m.in.
- Profilaktyka i leczenie w wojsku chorób skóry i przenoszonych drogą płciową (1976)
- Stany zapalne skóry stóp i ich profilaktyka (1976)
- Dbaj o swą skórę (1976)
- Leki roślinne (współautor, 1978)
- podręcznik Lecznictwo dermatologiczne (współautor, 1967)
- podręcznik Choroby zawodowe skóry (współautor, 1970)
- podręcznik Ziołolecznictwo w dermatologii (współautor, 1976)
- podręcznik Farmakoterapia chorób skóry, leczenie zewnętrzne (1984)
- podręcznik Wychowanie zdrowotne w LWP (1987

## Źródła
- Kto jest kim w Polsce 1989, Wydawnictwo Interpress, Warszawa 1989, str. 745
- Stefania Jabłońska, Prof. Jan Łańcucki: in memoriam /w/ Przegląd Dermatologiczny, 2003, nr 6 (tom 90), str. 477-478